# Fiodor Fedotovitch Kouznetsov
Pour les articles homonymes, voir Kouznetsov.
Fiodor Fedotovich Kouznetsov, né le 6-19 septembre 1904 à Pritikin, village de la province de Riazan (aujourd'hui région de Lipetsk) - mort à Moscou le 16 janvier 1979, est un général d'armée soviétique, directeur du service de renseignement militaire soviétique GRU sous Staline pendant la Seconde Guerre mondiale et la première période d'après-guerre (juin 1945 à novembre 1947).

## Biographie
En 1925, F.F. Kouznetsov est outilleur en usine à Moscou. En 1926, il rejoint le Parti communiste (bolchevik). En 1930, il est président du comité d'entreprise, puis directeur adjoint de l'usine. En 1931, il est diplômé d'une école technique. En 1937-1938 il est premier secrétaire de district prolétarien du PCUS à Moscou.
En 1938, F.F. Kouznetsov entre dans l'Armée rouge comme chef du personnel de la Direction politique principale de l'Armée rouge.
De juin 1938 à 1942, il est directeur-adjoint de la "Direction principale politique de l'Armée rouge", et en 1940-1941 est à la "Direction générale de la propagande politique de l'Armée rouge".
De juillet à octobre 1942, Kouznetsov est membre du Conseil militaire de la 60e armée.
D'octobre 1942 à mars 1943 : il est membre du Conseil militaire du Front de Voronej.
D'avril 1943 à juillet 1945, Kouznetsov est chef du renseignement militaire de l'état-major général, puis directeur du renseignement de l'état-major général - puis chef adjoint de l'état-major général de l'Armée rouge.
De juillet 1945 à septembre 1947 : il est nommé chef de la Direction du renseignement principal de l'état-major général (il remplace donc Ivan Ilyitchev à la tête du GRU, après avoir été son adjoint chargé de la surveillance de l'armée), et chef adjoint de l'état-major général de l'armée soviétique. Il assure la préparation technique de la conférence de Téhéran (Staline, satisfait, le nomme alors colonel-général), et sera chargé de la même tâche lors des conférences de Yalta et de Potsdam.
De septembre 1947 à septembre 1949 : FF Kouznetsov est vice-président du Comité de l'Information dans le cadre du Conseil des ministres de l'URSS.
De septembre 1949 à mars 1953 : chef du "Département politique général des Forces armées de l'URSS"
De mars 1953 à 1957 : chef de cabinet du ministère de la Défense.
De 1957 à 1959 : directeur de l'Académie militaire et politique Lénine.
De 1959 à 1969 : membre du Conseil militaire - Chef du Département politique du Groupe Nord.
F.F. Kouznetsov prend sa retraite en juillet 1969.
Par ailleurs, de 1939 à 1952 et de 1956 à 1961, il a été membre de la ЦРК, la "Commission centrale de contrôle du PCUS". De 1952 à 1956, il est membre suppléant du Comité central du Parti communiste de l'Union soviétique, et de 1956 à 1961 à nouveau membre de la "Commission centrale de contrôle du PCUS".
De plus, en 1949 F.F. Kouznetsov a succédé à Vladimir Petrovitch Sviridov comme haut-commissaire en Hongrie.

## Titres militaires
- Commissaire divisionnaire (07/05/1938)
- Commissaire de Corps d'Armée (09/02/1939)
- Commissaire militaire de 2e rang (17/11/1941)
- Général-lieutenant (12.06.1942)
- Général-colonel (équivalent de général d'armée) (29/07/1944)

## Décorations
- Ordre de Lénine (2)
- Ordre de Souvorov (1re classe)
- Ordre de Koutouzov (1re classe)
- Ordre de la Guerre patriotique
- Ordre de l'Étoile rouge (4)
- plus 5 décorations étrangères

## Photos
Voir
- (ru)
- http://flot.com/publications/books/shelf/secretoperations/16.htm (qui montre aussi des portraits de nombreuses personnalités de l'époque, dont Ivan Ilyitchev, le prédécesseur de F.F. Kouznetsov à la tête du GRU)
- sur http://www.hrono.ru/biograf/bio_k/kuznecov_ff.php on peut voir (assis) F.F. Kouznetsov (alors "lieutenant-general") pendant la campagne du Haut-Don (1943) en compagnie du "general-colonel" Filipp Ivanovitch Golikov (crâne rasé), commandant du front de Voronej, et du "colonel-général" Alexandre Mikhaïlovitch Vassilievski ; Golikov et Vassilievski accèderont tous deux au poste de maréchal de l'Union soviétique.

## Sources
- (ru) Cet article est partiellement ou en totalité issu de l’article de Wikipédia en russe intitulé « Кузнецов, Фёдор Федотович » (voir la liste des auteurs).
- « 05343 », sur knowbysight.info (consulté le 19 janvier 2024)
- « Loading... », sur rulit.net (consulté le 19 janvier 2024)